# Trănito, Gabrovo
Trănito (în bulgară Трънито) este un sat în comuna Gabrovo, regiunea Gabrovo,  Bulgaria. 

## Demografie
Componența etnică a satului Trănito
     Bulgari (96,05%)
     Nicio identificare (3,94%)
     Altele (0%)
La recensământul din 2011, populația satului Trănito era de 152 locuitori. Din punct de vedere etnic, majoritatea locuitorilor (96,05%) erau bulgari. Pentru 3,94% din locuitori nu este cunoscută apartenența etnică.